# Fort Pilar

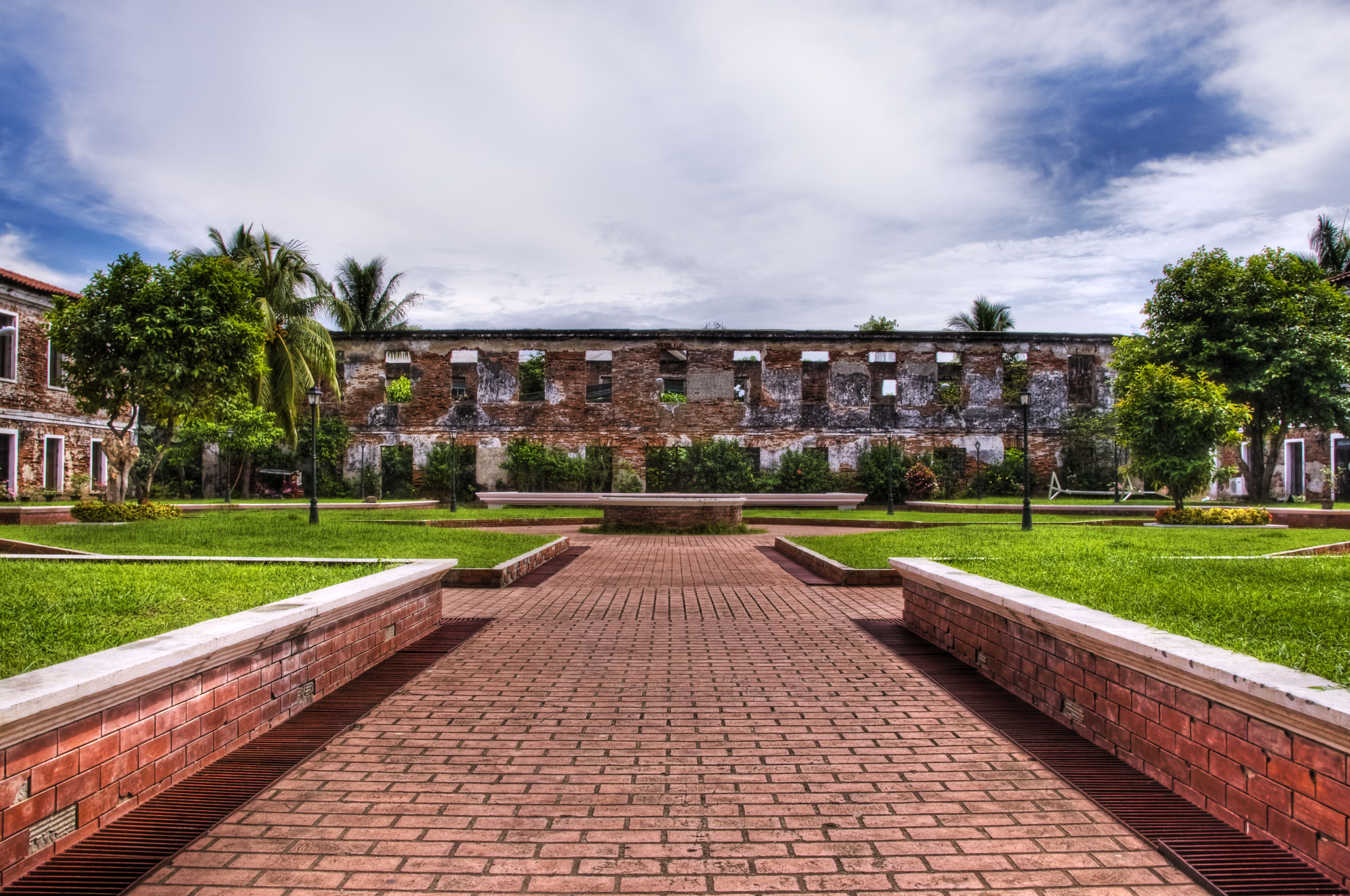
Bild des Innenhofs von Fort Pilar

Fort Pilar, oder mit seiner vollständigen Bezeichnung El Real Fuerza de Nuestra Señora del Pilar de Zaragoza, ist eine Verteidigungsfestung aus dem 17. Jahrhundert in Zamboanga City auf der Insel Mindanao. Sie wurde durch die spanische Kolonialregierung der Philippinen ursprünglich als Schutzbastion gegen Piraten und muslimische Angreifer erbaut.
Fort Pilar ist mittlerweile das wichtigste Wahrzeichen der Stadt Zamboanga City und ein Symbol des kulturellen Erbes der Stadt und als National Cultural Treasure eingestuft.

## Vorgeschichte
Als gegen Ende des 16. Jahrhunderts und zu Beginn des 17. Jahrhunderts die Spanier die Südspitze der Halbinsel von Zamboanga besiedelten, waren sie umgeben von verschiedenen feindlich gesinnten Mächten. Zum einen war damit zu rechnen, dass die anderen europäischen Seemächte in der Region, die Holländer, die Briten oder die Portugiesen, die Absicht hegten, auf dem philippinischen Archipel Fuß zu fassen. Weiterhin existierten zu dieser Zeit zwei große und mächtige Sultanate im Süden der Philippinen. Zum einen das Sultanat von Sulu, zum anderen das Sultanat von Maguindanao, die die christlichen Eindringlinge immer wieder überfielen, um Kirchen und ganze Dörfer niederzubrennen, mit dem Ziel, sie aus dem Gebiet zu verdrängen. Die dritte Gefahr ging von muslimischen Piraten aus, die ihre Raubzüge von Malaysia oder den Inseln der Sulusee aus starteten.

## Geschichte des Forts

### 17. Jahrhundert
Um die spanischen Siedlung und die zugehörigen jesuitischen Missionen schützen und verteidigen zu können, entschied der spanische Gouverneur Don Juan Cerezo Salamanca auf Drängen der jesuitischen Missionare sowie des Bischofs Fray Pedro von Cebu, im Jahre 1635 die Errichtung einer Steinfestung zu beauftragen. Das Fort entstand damals noch unter dem Namen El Real Fuerza de San Jose. Wie andere Forts mit der gleichen Charakteristik, sollte die Festung als Zufluchtsort für die Anwohner konstruiert werden, ebenso wie als Schutzeinrichtung für die im Hafen ankernden Schiffe und als Zuchthaus dienen.
Der Grundstein wurde am 23. Juni 1635 von Fr. Melchor de Vera, einem jesuitischen Priester und Bauingenieur gelegt. Dieses Datum markiert damit auch den Gründungstag der Ortschaft Zamboanga, die in der vorspanischen Zeit noch unter den Namen Jambangan und Samboangan bekannt war. Die Konstruktion der frühen Festung ging in die Amtszeit von Gouverneur Don Juan Cerezo Salamanca über, dem ehemaligen Gouverneur von Panama. Aufgrund der unzureichenden Anzahl an Arbeitskräften wurden Arbeiter aus Cavite, Cebu, Bohol und Panay überführt, um die spanischen und mexikanischen Kräfte vor Ort beim Aufbau zu unterstützen. Diese Periode markiert den Beginn der Sprache Chabacano als Pidgin-Sprache, einer Verkehrssprache, die sich später zu der Kreolsprache der Zamboangueños entwickelte.
Das Fort wurde 1646 während der Seeschlachten der La Naval de Manila von den Holländern angegriffen, die jedoch von fünf spanischen und zwei philippinischen Kompanien zurückgeschlagen wurden. In den Jahren 1662 bis 1663 wurden die spanischen Truppen nach Manila zurückbeordert, um dort im Kampf gegen den chinesischen Piraten Kui Seng (oder Co Send, Koxinga, Xing-Ye in Chinesisch) Unterstützung zu leisten, der zuvor die Holländer aus Taiwan vertrieben hatte. 
Bei ihrem Abzug zerstörten die Spanier 1663 ihre Festung vorsorglich, damit sie nicht in die Hände der Moros fallen konnte.
Im Jahre 1669 wurden erste Rekonstruktionen durch die jesuitischen Missionare wieder aufgenommen, da in den Jahren zuvor Piraten und Stoßtruppen der Sultanate die Festung stetig weiter zerstört hatten. Der Wegfall der Garnison und die Zerstörung des Forts führten umgehend zu einem Anstieg der Überfälle auf die christlichen Ortschaften, was den Tod bzw. die Verschleppung tausender Einwohner und den Verlust von Schiffen mit sich brachte. Zudem zog die Zerstörung der Infrastruktur den Niedergang der Landwirtschaft mit sich. Um den Einfluss in dieser Region nicht vollständig zu verlieren, entschied die Kolonialregierung, das Fort neu zu errichten.

### 18. Jahrhundert
Im Jahre 1718 begann auf Befehl des spanischen Generalgouverneurs Don Fernando Manuel de Bustillo Bustamante y Rueda die Rekonstruktion der Befestigungsanlage auf den Grundmauern des ehemaligen Forts unter der Aufsicht des spanischen Jesuitenpriesters und Baukonstrukteur Juan Sicarra, die am 8. April 1719 fertiggestellt war. Die Festung wurde zu Ehren der Patronin Spaniens, Unserer Lieben Frau auf dem Pfeiler, in El Real Fuerza de Nuestra Señora del Pilar de Zaragoza umbenannt. Das neu erbaute Fort, das nahezu der heutigen Anlage entspricht, wurde somit dem Segen Unserer Lieben Frau auf dem Pfeiler unterstellt und seither der Einfachheit halber als Fort Pilar bezeichnet.
Im darauf folgenden Jahr stürmte Radschah Dalasi, der König von Butig, zusammen mit einer Armee von 3000 Moro-Piraten das Fort.1734 wurde eine Statue der Virgen del Pilar hoch über der östlichen Mauer des Forts angebracht. Am 21. Januar 1798 wurde die Festung von britischen Schiffen bombardiert. Der unerwartete Sieg über die Briten trotz zahlenmäßig unterlegener Landstreitkräfte wurde dem Schutz der Jungfrau Maria zugeschrieben.

### 19. Jahrhundert
Das Fort war am 15. September 1872 dann Schauplatz einer Revolte von 70 Gefangenen. 1897 wurde das Gebiet von Epidemien heimgesucht, die jedoch rasch eingedämmt werden konnten. Es folgten im September des gleichen Jahres eine Reihe von Erdbeben, die jedoch im Vergleich zu anderen Ereignissen dieser Art, lediglich geringe Auswirkungen hatten. 
Am 18. Mai 1899 kapitulierten die spanischen Truppen des Forts während der Spätphase der Philippinischen Revolution den Streitkräften der Revolutionsregierung von Zamboanga unter dem Befehl des Zamboangueño-Generals Vicente Alvarez.  Der Großteil der Spanier verließ die Festung jedoch bereits ein Jahr zuvor, nachdem die Philippinen aufgrund der Niederlage Spaniens im Spanisch-Amerikanischen Krieg an die Vereinigten Staaten übergegangen waren. Am 19. November 1899 wurde das Fort von dem US-Navy-Expeditionskorp eingenommen.

### 20. Jahrhundert
Am 8. Dezember 1941 erreichte die unheilvolle Nachricht des Kriegsausbruchs zwischen den Vereinigten Staaten und Japan die Menschen von Zamboanga über die Radiostationen. Jedem Bewohner war klar, dass es nur eine Frage der Zeit war, wann die japanische Armee die Philippinen attackieren würden. Am 2. März 1942 landeten schließlich japanische Truppen an der Küste der Halbinsel. Die einheimischen Landstreitkräfte schafften es über weite Strecken, die überlegenen feindlichen Kräfte in Schacht zu halten und sie von einem Eindringen in das Inland abzuhalten. Doch bald mussten sich die Truppen auf Geheiß des obersten Militärkommandos den Japanern ergeben. Der Feind, der die Stadt und das Fort besetzt hielt, lernte schnell, dass die Ergebenheit der Menschen in Bezug auf den Schrein der Virgen del Pilar für Ruhe und Stabilität in dem Gebiet sorgte und so sahen sie von einer Verwüstung des Schreins ab und erlaubten stattdessen den Besuch der Pilgerstätte. 
Ab dem Morgen des 14. September 1944 verdunkelten verschiedene Schwadronen von Kampfflugzeugen den Himmel über der Stadt und bombardierten feindliche Positionen und Einrichtungen. In den kommenden Monaten häuften sich die Angriffe und im März 1945 eroberten die amerikanischen Truppen die Stadt und das Fort endgültig zurück. 
Am 4. Juli 1946 ging Fort Pilar dann offiziell in den Besitz der Republik der Philippinen über.

## Aufbau des Fort
Der Ort, an dem das Fort errichtet wurde, war ein sumpfiges, mit Mangroven bewachsenes Areal an der Südspitze der Halbinsel von Zamboanga. Von dem Ort hatte man eine Sicht auf die Insel Basilan und blickte in Richtung des Sulu-Archipels. Das Fort wurde aus dicken Steinmauern errichtet und hatte einen nahezu quadratischen Grundriss. An den Ecken wurde die Festungsanlage mit spitz zulaufenden Bastionen ausgestattet. Das Fort war groß genug, um die spanischen Offiziere, die Soldaten und deren Familien aufzunehmen. Im Innenraum wurden eine Kirche, eine Schule und ein Hospital eingerichtet. 
Im Jahre 1784 wurde das La Caldera Fort wieder hergerichtet, als ein Teil der Zusatzbefestigung des Verteidigungssystems der Hauptfestung. Es hatte eine Fläche von sieben Quadratfuß (0,65 m²) und wurde von großen Blöcken roten Korallengesteins erbaut, das offenkundig nicht aus der Umgebung des Ortes stammte, wie ein Leutnant einer US-Navyexpedition dokumentierte, der die Festung 1842 erkundete. 
Zwei Blockhäuser, bezeichnet als Santa Barbara und Santa Cutalina, waren ursprünglich mit dem Hauptfort durch eine solide Steinmauer verbunden. Die Mauer und die Blockhäuser wurden in den späteren Jahren jedoch abgerissen, als es keine Verwendung mehr für sie gab.
In dem Fort ist heute ein Nationalmuseum eingerichtet, welches verschiedene Ausstellungsstücke präsentiert, die die Kultur der Urbewohner dieser Gegend, der Subanen, der Sama Badjao und der Yakan dokumentiert, sowie über die regionale Meereskunde und Botanik informiert.

## Der Marienschrein
Die Statue der Virgen del Pilar wurde im Januar 1734 auf dem höchsten Punkt der östliche Festungsmauer des Steinforts  angebracht. Ursprünglich befand sich ein Bildnis der heiligen Jungfrau in einem hervorragenden Frontgiebel über dem Eingangstor.  Schon kurze Zeit nach ihrer Errichtung wurde die Statue zum Ziel vieler Gläubiger, die die Gottesmutter um ihren Segen baten. Der amerikanische General M. Krobbe war zu Beginn des 20. Jahrhunderts tief von den Pilgermengen beeindruckt, die das Fort aufsuchten. Unter diesem Eindruck gab er den Befehl zur Verschönerung dieser Seite, obwohl er selbst kein Katholik war. In gleicher Weise zeigten einige Jahre später Generalmajor Wood, damaliger Gouverneur der Provinz, wie auch seine Frau, beide ebenfalls nicht katholisch, großes Interesse an der Ostwand und begannen, sie auf eigene Kosten zu verbessern. Aufgrund der militärischen Funktion des Forts gab es jedoch keinen großen Spielraum für Ausbauten. 
Heute ist die Ostwand zu einem unüberdachten Schrein ausgebaut, der sich farblich deutlich von der übrigen Steinmauer abhebt. Über dem Giebel mit der Marienfigur ruht eine vergoldete Krone, die von einem dekorativen Bogen überspannt wird. In dem ehemaligen Eingangstor ist ein Altar eingelassen. Der Platz vor dem Schrein ist weiträumig angelegt und mit Sitzplätzen ausgestattet. Die Wand trägt zwei Inschriften.
Heute werden vom 3. bis 11. Oktober jeweils um 5 Uhr morgens tägliche Prozessionen von der Kathedrale La Purisima zum Fort Pilar durchgeführt, denen sich eine heilige Messe an dem Schrein anschließt.